# Chrysoperla furcifera
Chrysoperla furcifera is een insect uit de familie van de gaasvliegen (Chrysopidae), die tot de orde netvleugeligen (Neuroptera) behoort. 
Chrysoperla furcifera is voor het eerst wetenschappelijk beschreven door Okamoto in 1914.